# کبوتر جنگلی موریسی
کبوتر جنگلی موریسی (نام علمی: Columba thiriouxi) نام یک گونه منقرض‌شده از سرده کبوتر است.